# Curtis Institute of Music

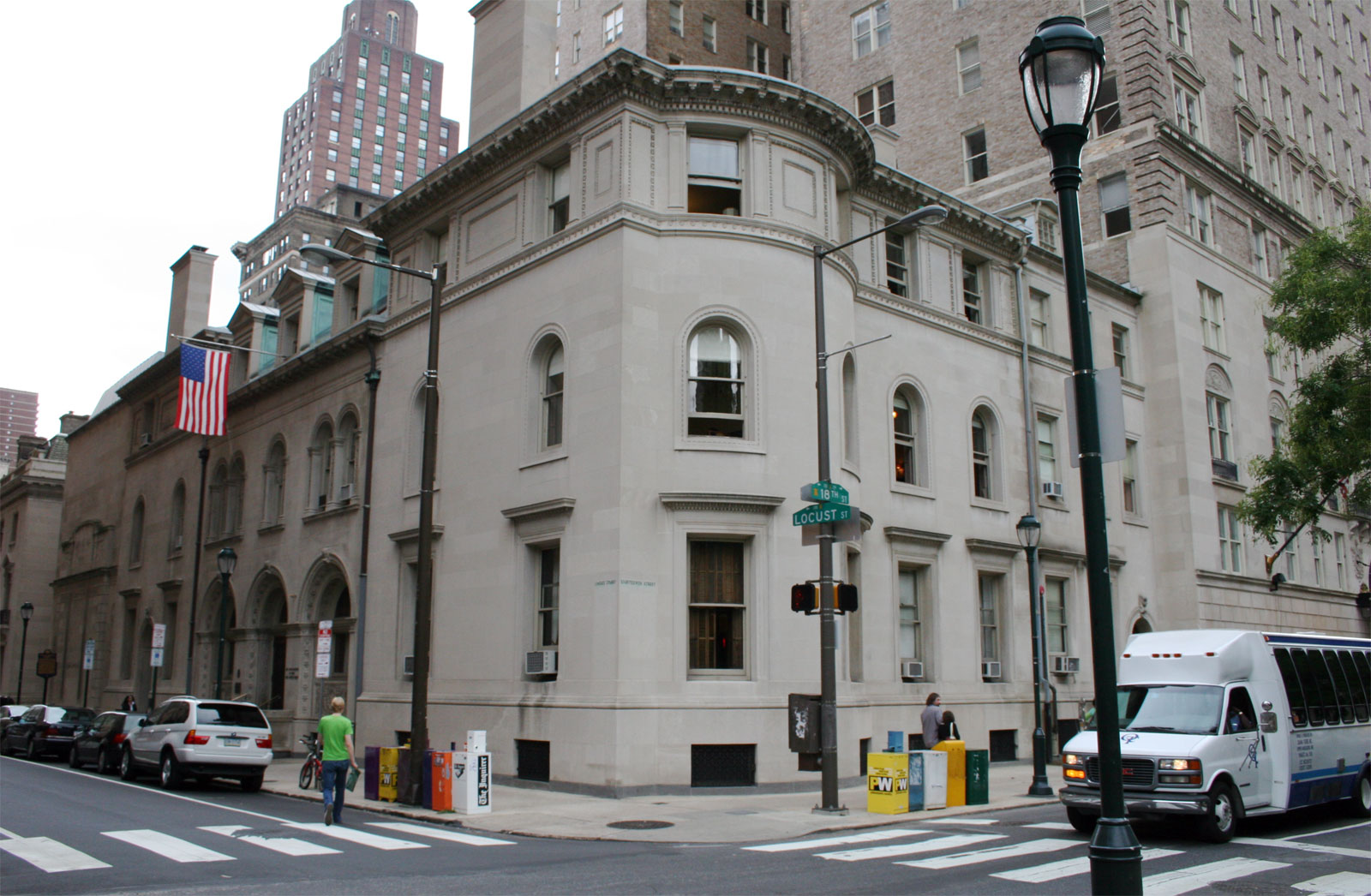
Das Gebäude des Curtis-Instituts am Rittenhouse Square in Philadelphia

Das Curtis Institute of Music ist ein Konservatorium in Philadelphia, Vereinigte Staaten. Es wurde 1924 von Mary Louise Curtis Bok gegründet und erhielt seinen Namen zu Ehren ihres Vaters, Cyrus Curtis.

## Geschichte
Józef Hofmann dirigierte das Eröffnungskonzert für den „Casimir-Saal“ mit 250 Sitzen, der nach seinem Vater benannt wurde. Der Saal wurde später umbenannt in „Curtis-Saal“ und danach in Field Concert Hall.
1928 vereinbarten Józef Hofmann und Mary Louise Curtis Bok, die Unterrichtskosten von 500 US-Dollar fallen zu lassen. Mrs. Bok fügte 12 Millionen US-Dollar zu den 500.000 US-Dollar der Schenkung hinzu, um ein volles Stipendium zu unterstützen. Die Aufnahme der Studenten erfolgte jetzt nach Talent – „wir wollen die besten“, sagte Hofman.
1929 kamen zwei bekannte Geiger aus St. Petersburg an das Institut: Leopold Auer und Efrem Zimbalist, dessen ehemaliger Schüler.
Am 8. März 1929 debütierte das „Curtis Orchestra“ in der Carnegie Hall unter der Leitung von Artur Rodziński. Einige Konzerte wurden landesweit von Columbia Broadcasting System und der National Broadcasting Company übertragen. Von 1942 bis 1947 wurde es aufgelöst, da viele Studenten zum Kriegsdienst einberufen waren. 1949 spielte es zur 25-Jahr-Feier mit Efrem Zimbalist und Gregor Piatigorsky als Solisten. Alexander Hilsberg dirigierte und Mitglieder des Philadelphia Orchestra verstärkten das Studenten-Orchester.
In der Music Hall der Library of Congress trat das „Curtis Quartet“ auf, bestehend aus Mitgliedern der Fakultät in der Zusammensetzung mit Carl Flesch, Emanuel Zetlin (Violine), Louis Bailly (Viola) und Felix Salmond. Die Pädagogen spielten Haydn, Beethoven und Bach.
Louis Bailly gründete das Studenten-Orchester The Swastika Quartet. 1933 wurde das „Curtis String Quartet“ gegründet, das erste Quartett, das aus in Amerika ausgebildeten Streichern bestand. Sie wurden von Präsident Franklin D. Roosevelt und Eleanor Roosevelt ins Weiße Haus eingeladen und spielten dort am 12. Februar 1934.
1943 gewann die Fakultät weitere bedeutende Musiker als Pädagogen: den Pianisten Mieczysław Horszowski, die Geiger Ivan Galamian und William Primrose sowie den Cellisten Gregor Piatigorsky.
Das Curtis Institute dient hauptsächlich der Ausbildung von Orchestermusikern, steht aber auch Solokünstlern und Komponisten offen. Das Institut hat immer nur zwischen 150 und 170 Studenten, da die Aufnahmebedingungen als besonders schwer gelten und es damit eine der niedrigsten Akzeptanzraten weltweit hat.

## Direktoren
Künstlerische Leiter (seit 1995 mit dem Titel Präsident)
- 1924–1925 Johann Grolle
- 1925–1927 William E. Walter
- 1927–1938 Josef Hofmann
- 1939–1941 Randall Thompson
- 1941–1968 Efrem Zimbalist
- 1968–1976 Rudolf Serkin
- 1977–1985 John de Lancie
- 1986–2006 Gary Graffman
- 2006–0000 Roberto Díaz

## Bekannte Absolventen
Absolventen des Curtis Institute of Music
- Samuel Barber (1910–1981), Komponist
- Leonard Bernstein (1918–1990), Komponist und Dirigent
- Jorge Bolet (1914–1990), Pianist
- Shura Cherkassky (1909–1995), Pianist
- Young-Chang Cho (* 1958), Cellist
- Juan Diego Flórez (* 1973), Tenor
- Julius Eastman (1940–1990), Komponist
- Hilary Hahn (* 1979), Geigerin
- Felix Hell (* 1985), Organist
- Claire Huangci (* 1990), Pianistin
- Leila Josefowicz (* 1977), Geigerin
- Lang Lang (* 1982), Pianist
- Ruth Laredo (1937–2005), Pianistin
- Gian Carlo Menotti (1911–2007), Komponist
- Anna Moffo (1932–2006), Sopran
- Heidi Melton (* 1981), Sopran
- Nino Rota (1911–1979), Komponist
- Michael Schade (* 1965), Tenor
- Connie Shih (* 20. Jahrhundert), Pianistin
- Peter Serkin (1947–2020), Pianist
- Noel Snyder (* 1938), Cellist
- Mimi Stillman (* um 1983), Flötistin
- Yuja Wang (* 1987), Pianistin
- Elizabeth Zharoff (* 1986), Sopran